# Krieschow Vorwerk
Krieschow Vorwerk, niedersorbisch Forbark, ist ein Wohnplatz der Gemeinde Kolkwitz im Landkreis Spree-Neiße im Land Brandenburg. Die Siedlung wurde im November 2022 aus dem Ortsteil Krieschow in den Ortsteil Milkersdorf umgegliedert.

## Geografische Lage
Der Wohnplatz liegt rund sieben Kilometer nordwestlich des Gemeindezentrums. Nördlich liegt der Ortsteil Milkersdorf, südöstlich der Ortsteil Kunersdorf, südlich die Wohnplätze Feldmühle und Schneidemühle und nordwestlich der Ortsteil Babow. Krieschow Vorwerk und Milkersdorf sind durch den Priorgraben getrennt.

## Geschichte
Ein Vorwerk erscheint bei Lehmann erstmals im Jahr 1652 und wird dort mit einer Größe von neun Hufen und zwei Äckern angegeben. In den Jahren 1718/1719 wurde von einer Dorfmühle und einer Feldmühle berichtet, die je 1⁄3 Hufe groß war und auf der „vor kurzem“ sechs Gärtner angesetzt worden waren. Im Jahr 1809 ist lediglich noch von zwei Wassermühlen die Rede, die auch 1818 nochmals erwähnt werden.
Bereits in der Zeit der DDR gab es Überlegungen, Krieschow Vorwerk der Gemeinde Milkersdorf zuzuschlagen, jedoch erfolglos. Der Wunsch einer Umgliederung blieb allerdings in Milkersdorf und Krieschow Vorwerk bestehen, da der Ort nur 300 Meter vom Milkersdorfer Ortszentrum entfernt liegt und die Einwohner von Krieschow Vorwerk am dortigen Dorfleben teilhaben. Nach einem Beschluss der Gemeindevertretung wurde Krieschow Vorwerk zum 26. November 2022 von Krieschow nach Milkersdorf umgegliedert, die Gemarkungsgrenzen wurden jedoch beibehalten.